# Kosugi Hōan

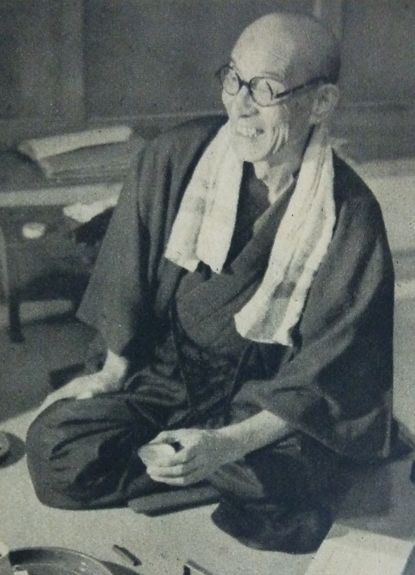
Kosugi Hōan

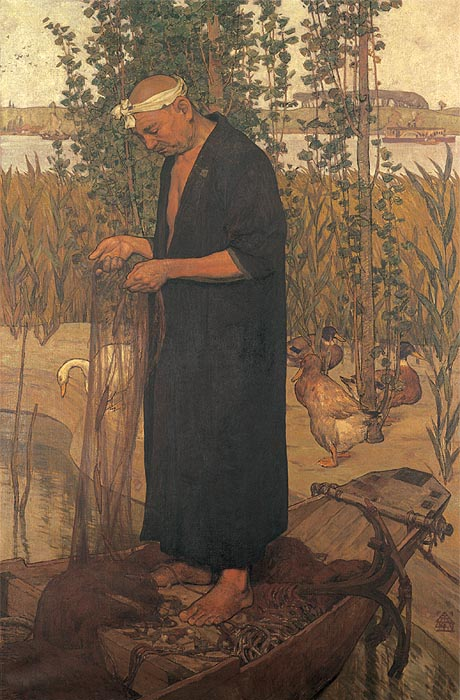
„Dorf am Wasser“, 1911

Kosugi Hōan (japanisch 小杉放庵; geb. 30. Dezember 1881; gest. 16. April 1964) war ein japanischer Maler der westlichen Stilrichtung Yōga. Sein Alterswerk zeigt aber auch Züge des „japanischen Stils“.

## Leben und Wirken
Kosugi wurde in Nikkō (Präfektur Tochigi) geboren als Sohn des Priesters des dortigen Futarasan-Schreins. Sein ursprünglicher Vorname war Kunitarō (国太郎). Mit 15 Jahren erlernte er die Malerei im Yōga-Stil bei Ioki Bunsai  (五百城文哉; 1863–1906). 1898 ging er nach Tōkyō und studierte weiter bei Koyama Shōtarō (1857–1916) in dessen Schule Fudōsha (不同舎).
Seine erste Ausstellung als Künstler fand im Rahmen der Taiheiyō gakai (太平洋画会) statt, wobei er damals den Künstler-Vornamen „Misei“ (未醒) benutzte. Im Japanisch-russischen Krieg folgte er als Maler den Truppen und arbeitete als Korrespondent für die Kinji Gahō-sha (近事畫報社) unter ihrem Leiter, dem Schriftsteller Kunikida Doppo. Daneben wurde er auch für seine kleinformatigen Zeitungsbilder (挿絵, sashie) für bekannt, die er für verschiedene Magazine zeichnete.
Ab 1908 stellte er auf der staatlichen Ausstellung „Bunten“ aus und gewann Preise für seine Bilder „Dorf am Wasser“ (水郷, Suigō; 1911) und „Bohnenernte“ (豆の秋, Mame no aki; 1912), die  eine dekorative Bildgebung zeigen.
1913 ging er nach Europa und erfuhr dort den großen Unterschied zwischen westlicher und heimischer Kunst. Zurück im folgenden Jahr  beteiligte sich an dem Wiederaufbau des Nihon Bijutsuin, innerhalb dessen er die zentrale Figur in der Abteilung für Westliche Malerei wurde. Bilder aus dieser Zeit sind „Wong Cho Ping“ „Der Jäger“ (山幸彦; Yamasachihiko; 1917) und „Laozi verlässt China“ (老子出漢; Rōshi shukkan; 1919;) – 1922 war er an der Gründung der Künstlervereinigung Shun’yōkai (春陽会) beteiligt.
Kosugi kam schon früh mit chinesischer Kultur in Verbindung und vergaß diese Erfahrung auch nicht, als er sich der westlichen Kunst näherte. 1927 wanderte er auf den Spuren von Bashō, als er sich auf den Weg durch Nordjapan machte. Nach und nach näherten sich seine Themen und sein Stil der traditionellen Malerei an. Ab 1929 nannte er sich Hōan, es war die Zeit, in der er weitgehend zur Japan-Malerei überging.
Kosugi ist auch für seine Gedichte und seine Essays bekannt. – 1997 wurde für ihn an seinem Geburtsort ein Museum, das „Kosugi Hōan Kinen Nikkō bijutsukan“ (小杉放菴記念日光美術館) eröffnet.

## Bilder

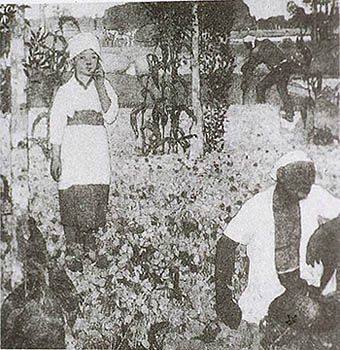
Bohnenernte, 1912
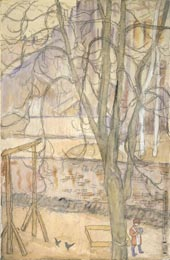
Spielplatz in Dresden, 1913
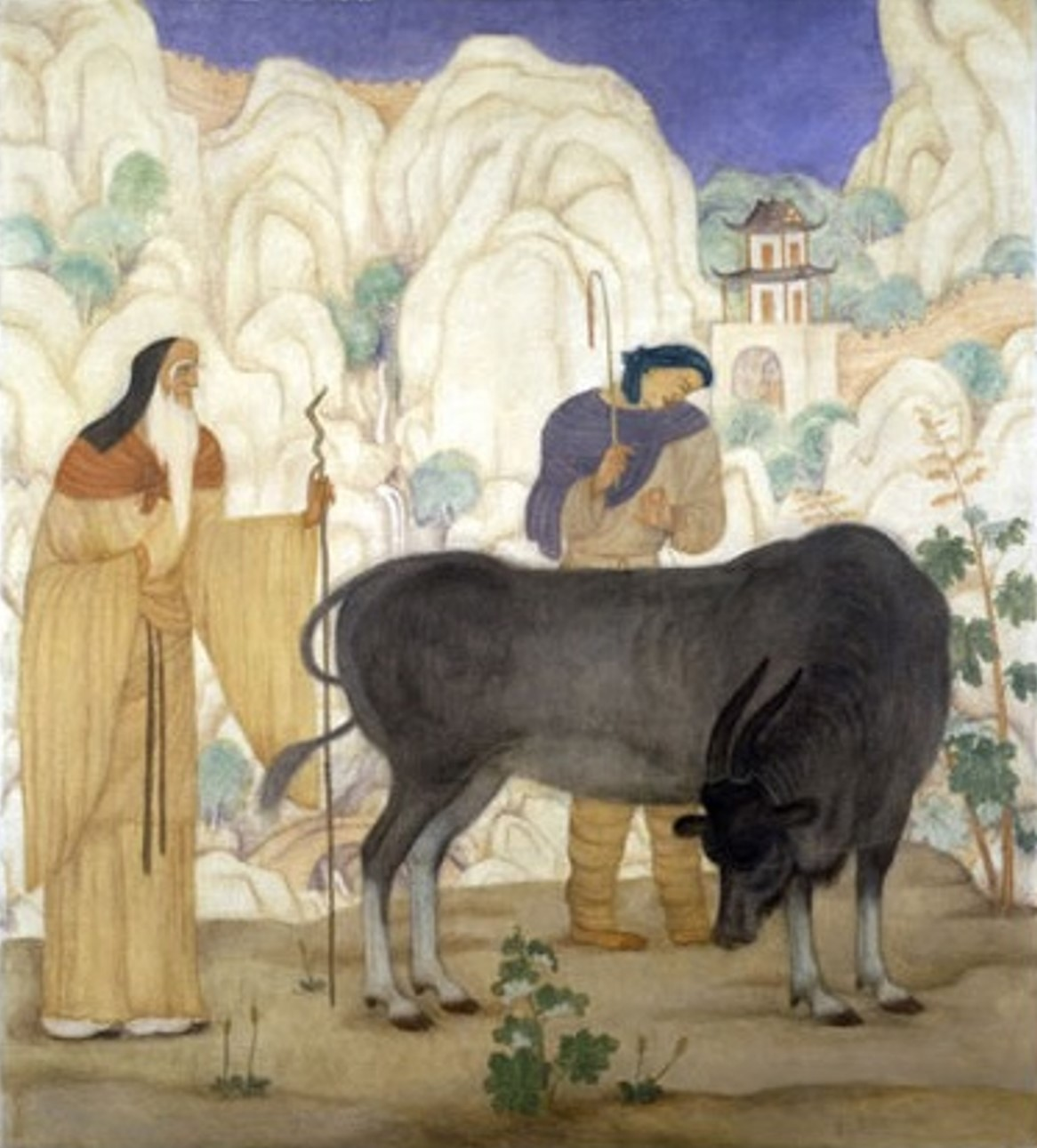
Laozi verlässt China, 1919
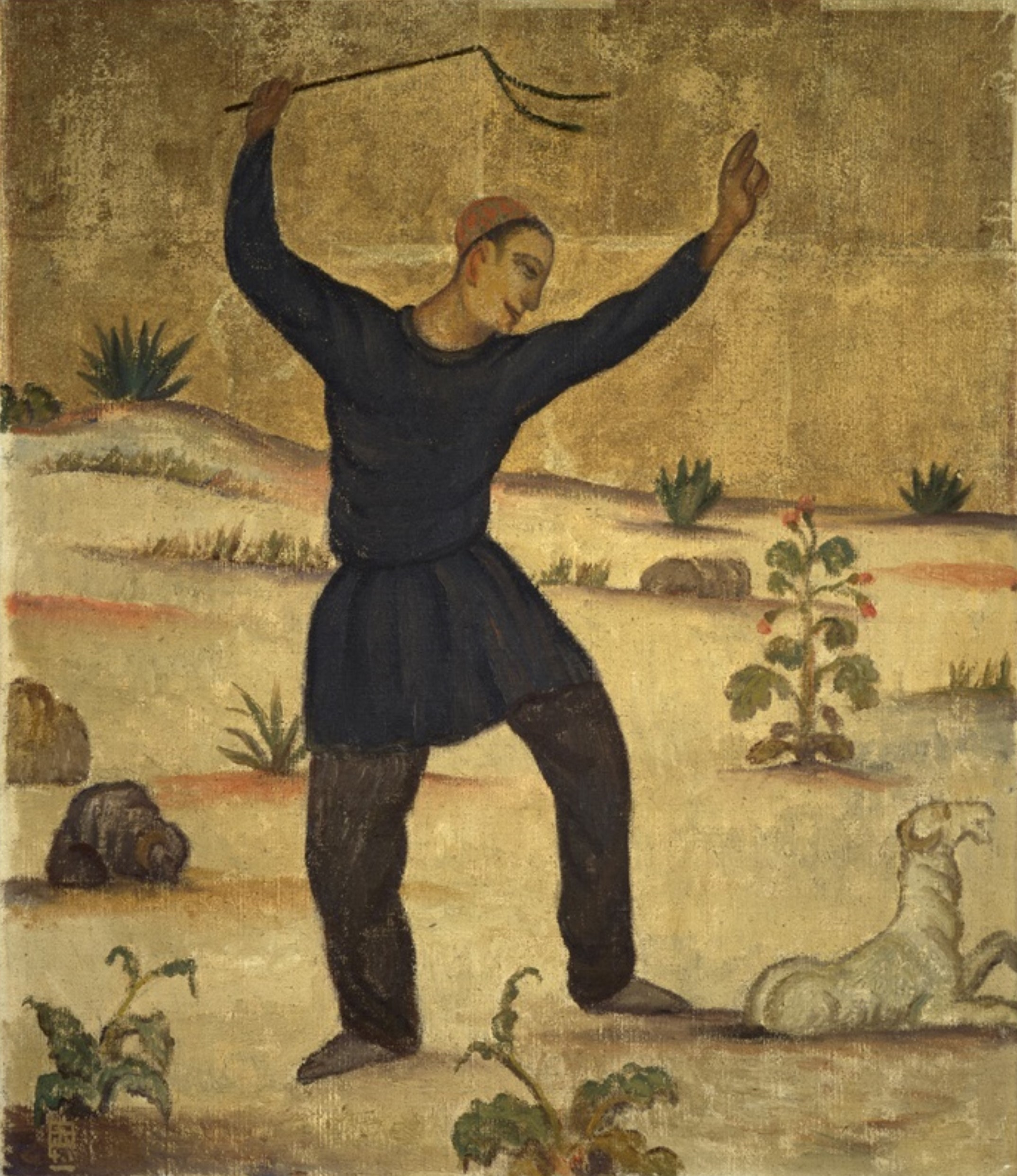
Wong Cho Ping
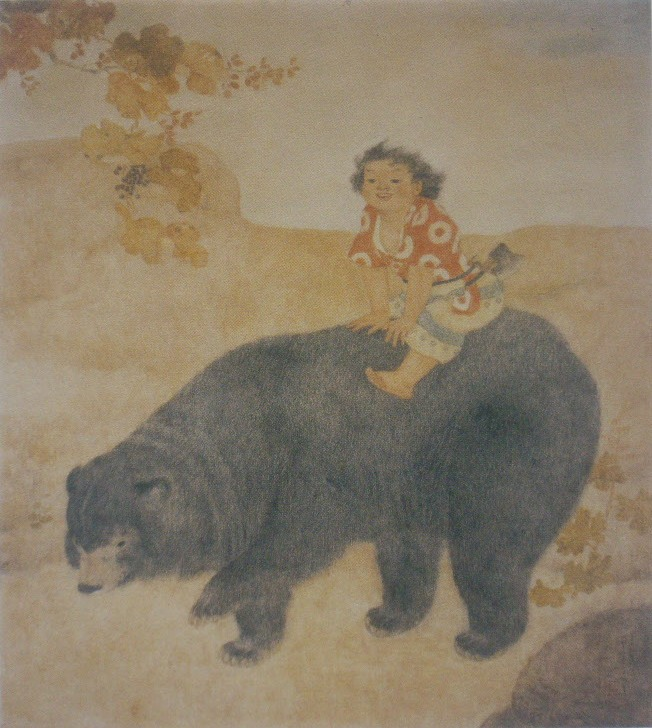
Scherzender Kintarō

## Benutzte Literatur
- Tazawa, Yutaka: Kosugi Hōan. In: Biographical Dictionary of Japanese Art, Kodansha International, 1981. ISBN 0-87011-488-3.